# 중앙아시아 비핵지대
중앙아시아 비핵지대(CANWFZ, Central Asian Nuclear Weapon Free Zone)는 2009년 3월 21일 효력이 생긴 다자조약이다. 중앙아시아의 카자흐스탄, 투르크메니스탄, 우즈베키스탄, 타지키스탄, 키르기스스탄 5개국이 체결했다.

## 역사
1992년 카자흐스탄의 수도 알마티에서 알마티 선언을 하여, 비핵지대 창설을 주장했다.
1993년, 우즈베키스탄은 유엔총회에서 중앙아시아 비핵지대 창설 방안을 제안했다.
1997년 유엔 총회에서 비핵지대 창설을 지지했다. 2000년 이를 재확인했다. 2006년 9월 8일, 5개국이 동시에 서명했다. 2년 동안 각국의 비준절차를 거쳐 2009년 3월 21일 조약이 발효되었다.

## 카자흐스탄
1991년 소련이 멸망하면서 카자흐스탄이 독립했다. 갑자기 세계 4위 핵무기 보유국이 되었다. 소련의 핵탄두 1400여기를 포함해 100여기의 ICBM, 40여대의 전략핵폭격기, 핵실험장, 우라늄 광산과 원자로, 재처리시설을 물려받은 것이다. 카자흐스탄은 1994년 고농축 우라늄을 미국으로 이전하면서 미국으로부터 현금과 기술 원조를 받았다. 핵탄두와 ICBM 등도 러시아로 모두 이전했다.
미국은 1991년부터 16억 달러를 지원해 옛 소련이 카자흐스탄에 배치한 핵무기를 폐기했다.
카자흐스탄은 미국 빌 클린턴 행정부의 '사파이어 프로젝트'를 통해, 1994년 고농축우라늄(HEU)을 미국 오크리지 국립연구소로 이전하면서 미국으로부터 현금과 기술 원조를 받았다.
카자흐스탄은 1992~1995년 핵무기 1,000여기 등을 러시아에 넘겼다.
카자흐스탄 북부 세미팔라틴스크 핵실험장(en:Semipalatinsk Test Site) 폐기에 6년의 시간이 걸렸다.
옛 소련 국가들의 핵무기 폐기를 위해 샘 넌, 리처드 루가 미국 상원의원이 1991년 공동으로 발의한 넌-루가 법이 제정되었다. 이 법에 따라 미국은 위협감축 협력 프로그램(CTR, en:Nunn–Lugar Cooperative Threat Reduction)을 통해 핵무기와 화학무기, 운반체계 등을 폐기하기 위해 위 법에 따라 기술과 자금을 지원했다. 미국이 위 프로그램에 따라 4년 동안 지원한 총 금액은 16억 달러다. 그 결과 ICBM 537기, 폭격기 128대, 공대지 핵미사일 708개, SLBM 496기, 핵잠수함 27척, 핵실험 터널 194곳을 폐기했다. 아울러 핵 개발에 동원된 옛 소련 과학자 등의 인력을 대상으로 전직(轉職) 훈련과 직장 알선 등의 프로그램을 제공함으로써 이들이 가진 핵 관련 기술과 노하우가 다른 나라나 테러단체로 유출되는 일을 방지했다.
모스크바에 국제과학기술센터(ISTC, en:International Science and Technology Center)를 설립해 핵무기, 화학무기, 미사일 분야 종사자들에게 직업과 연구기회를 제공됐다. 그 결과 우크라이나, 카자흐스탄 등의 핵 전문인력도 지원을 받아 원자력 에너지 연구와 교육 부문에 정착할 수 있게 됐다. 2017년까지 ISTC의 지원을 받은 과학자만 7만 5000명에 이르렀다.

## 북한
미국은 존 볼턴이 참여했던 리비아 모델인 CVID를 북한에 적용해야 한다고 주장한다. 그러나 북한은 리비아 모델이 카다피 정권을 무너뜨렸다면서, 매우 반대한다. 그래서 주장되는 것이 카자흐스탄 모델이다. 비핵화를 완료했고, 미국의 경제 지원을 받았으며, 정권도 보장되었다. 2019년 4월 19일, 문재인 대통령이 이들 중앙아시아 국가들을 순방하면서 북한 비핵화 해법을 찾고 있다.

## 같이 보기
- 리비아 모델
- 비핵무기지대